# Selección de fútbol sub-23 de Rusia
La Selección de fútbol sub-23 de Rusia es el equipo que representa al país en los torneos de categoría sub-23 y sub-21 y es controlada por la Unión de Fútbol de Rusia desde la desaparición de la Unión Soviética.

## Palmarés
- Copa de la CEI: 3

2012, 2013, 2016

## Participaciones

### Eurocopa Sub-21
| Año                                                                          | Ronda                 | J                     | G                     | E                     | P                     | GF                    | GC                    |                       |
| ---------------------------------------------------------------------------- | --------------------- | --------------------- | --------------------- | --------------------- | --------------------- | --------------------- | --------------------- | --------------------- |
| antes de 1992                                                                | Véase Unión Soviética | Véase Unión Soviética | Véase Unión Soviética | Véase Unión Soviética | Véase Unión Soviética | Véase Unión Soviética | Véase Unión Soviética | Véase Unión Soviética |
| 1994                                                                         | Cuartos de final      | 2                     | 0                     | 0                     | 2                     | 0                     | 3                     |                       |
| [[Archivo:{{{bandera alias-alt}}}\|20x20px\|border\|Bandera de España]] 1996 | No clasificó          | No clasificó          | No clasificó          | No clasificó          | No clasificó          | No clasificó          | No clasificó          | No clasificó          |
| 1998                                                                         | Cuartos de final      | 1                     | 0                     | 0                     | 1                     | 0                     | 1                     |                       |
| 2000                                                                         | No clasificó          | No clasificó          | No clasificó          | No clasificó          | No clasificó          | No clasificó          | No clasificó          | No clasificó          |
| 2002                                                                         | No clasificó          | No clasificó          | No clasificó          | No clasificó          | No clasificó          | No clasificó          | No clasificó          | No clasificó          |
| 2004                                                                         | No clasificó          | No clasificó          | No clasificó          | No clasificó          | No clasificó          | No clasificó          | No clasificó          | No clasificó          |
| 2006                                                                         | No clasificó          | No clasificó          | No clasificó          | No clasificó          | No clasificó          | No clasificó          | No clasificó          | No clasificó          |
| 2007                                                                         | No clasificó          | No clasificó          | No clasificó          | No clasificó          | No clasificó          | No clasificó          | No clasificó          | No clasificó          |
| 2009                                                                         | No clasificó          | No clasificó          | No clasificó          | No clasificó          | No clasificó          | No clasificó          | No clasificó          | No clasificó          |
| 2011                                                                         | No clasificó          | No clasificó          | No clasificó          | No clasificó          | No clasificó          | No clasificó          | No clasificó          | No clasificó          |
| 2013                                                                         | Fase de grupos        | 3                     | 0                     | 0                     | 3                     | 2                     | 8                     |                       |
| 2015                                                                         | No clasificó          | No clasificó          | No clasificó          | No clasificó          | No clasificó          | No clasificó          | No clasificó          | No clasificó          |
| 2017                                                                         | No clasificó          | No clasificó          | No clasificó          | No clasificó          | No clasificó          | No clasificó          | No clasificó          | No clasificó          |
| Total                                                                        | 3/20                  | 6                     | 0                     | 0                     | 6                     | 2                     | 12                    |                       |

### Juegos Olímpicos
| Récord en los Juegos Olímpicos de Verano | Récord en los Juegos Olímpicos de Verano | Récord en los Juegos Olímpicos de Verano | Récord en los Juegos Olímpicos de Verano | Récord en los Juegos Olímpicos de Verano | Récord en los Juegos Olímpicos de Verano | Récord en los Juegos Olímpicos de Verano | Récord en los Juegos Olímpicos de Verano | Récord en los Juegos Olímpicos de Verano | Récord en los Juegos Olímpicos de Verano |
| Año                                      | Ronda                                    | J                                        | G                                        | E                                        | P                                        | GF                                       | GC                                       |                                          |                                          |
| ---------------------------------------- | ---------------------------------------- | ---------------------------------------- | ---------------------------------------- | ---------------------------------------- | ---------------------------------------- | ---------------------------------------- | ---------------------------------------- | ---------------------------------------- | ---------------------------------------- |
| 1992                                     | No clasificó                             | No clasificó                             | No clasificó                             | No clasificó                             | No clasificó                             | No clasificó                             | No clasificó                             | No clasificó                             |                                          |
| 1996                                     | No clasificó                             | No clasificó                             | No clasificó                             | No clasificó                             | No clasificó                             | No clasificó                             | No clasificó                             | No clasificó                             |                                          |
| 2000                                     | No clasificó                             | No clasificó                             | No clasificó                             | No clasificó                             | No clasificó                             | No clasificó                             | No clasificó                             | No clasificó                             |                                          |
| 2004                                     | No clasificó                             | No clasificó                             | No clasificó                             | No clasificó                             | No clasificó                             | No clasificó                             | No clasificó                             | No clasificó                             |                                          |
| 2008                                     | No clasificó                             | No clasificó                             | No clasificó                             | No clasificó                             | No clasificó                             | No clasificó                             | No clasificó                             | No clasificó                             |                                          |
| 2012                                     | No clasificó                             | No clasificó                             | No clasificó                             | No clasificó                             | No clasificó                             | No clasificó                             | No clasificó                             | No clasificó                             |                                          |
| 2016                                     | No clasificó                             | No clasificó                             | No clasificó                             | No clasificó                             | No clasificó                             | No clasificó                             | No clasificó                             | No clasificó                             |                                          |
| 2020                                     | Excluidos                                | Excluidos                                | Excluidos                                | Excluidos                                | Excluidos                                | Excluidos                                | Excluidos                                | Excluidos                                |                                          |
| Total                                    | -                                        | -                                        | -                                        | -                                        | -                                        | -                                        | -                                        |                                          |                                          |

## Entrenadores
| Periodo   | Nombre                          |
| --------- | ------------------------------- |
| 1992-1993 | Boris Ignatyev                  |
| 1994-1998 | Mikhail Gershkovich             |
| 1998-1999 | Leonid Pakhomov                 |
| 2000-2001 | Valeri Gladilin                 |
| 2001-2002 | Valery Gazzaev                  |
| 2002-2005 | Andrei Chernyshov               |
| 2006      | Aleksandr Borodyuk Viktor Losev |
| 2007–2008 | Boris Stukalov                  |
| 2008–2010 | Igor Kolyvanov                  |
| 2010–2015 | Nikolai Pisarev                 |
| 2015      | Dmitri Khomukha                 |
| 2016-2017 | Nikolai Pisarev                 |
| 2017-2018 | Yevgeni Bushmanov               |
| 2018-     | Mikhail Galaktionov             |